# Johan V (schip, 1977)
Het geoponton Johan V werd bij de bouw van de Oosterscheldekering gebruikt voor onderwater-grondonderzoek. Het ponton is ontwikkeld door het Laboratorium voor Grondmechanica (LGM) in Delft (nu deel van Deltares).

## Bouw en functie
Omdat het bestaande ponton (DOS I) niet langer beschikbaar was, werd door de Deltadienst, in samenwerking met LGM besloten tot de bouw van een speciaal ponton met een hoge werkbaarheid en met voorzieningen om zowel op traditionele wijze, als met de duikerklok grondonderzoek uit te voeren. Het nieuwe ponton, de Johan V, werd in op 14 november 1977 in gebruik genomen na een bouwtijd van een half jaar. In september 1978 is de bijbehorende duikerklok in gebruik genomen, gebouwd door Skaldoc in Yerseke. Samen met de bijbehorende decompressietenk was hier een bedrag van 2 miljoen gulden gemoeid. 
Het ponton is genoemd naar ing. Johan Vermeiden, hoofd van de buitendienst van het LGM.

## Installatie aan boord
Aan de achterzijde heeft het vaartuig een open beun van 7x7 m² voor de traditionele boorsondeertoren. Daarboven staat een 12 m hoog portaal, waartussen de sondeer-boortoren wordt opgebouwd op een ballastblok van 20 ton. Deze hoogte werd bepaald door het getijverschil plus de nodige werkruimte boven het werkplatform.
Aan de voorzijde is een middenbeun van 7x7 m² gebouwd voor het neerlaten van de duikerklok. Een middenbeun heeft het voordeel dat de duikerklok van alle zijden gemakkelijk te benaderen is en er meer van de werkruimte kan worden geprofiteerd. Boven de middenbeun is een zware vierbenige bok opgesteld voor het afvieren van de 70 ton wegende duikerklok. De duikerklok is speciaal gemaakt voor het uitvoeren van Begemann-boringen (continue boring) onder water. Op het boven de bok gelegen platform staan twee opspoelinrichtingen, waarvan er een is voor de zogenaamde 'navelstreng', waardoor de luchtverversing van de duikerklok wordt getransporteerd en waardoor ook de meetsignalen binnenkomen; de andere opspoelinrichting is voor een 380 V elektrische voedingskabel voor de hydraulische drukinstallatie. In het dekhuis, aan bakboordzijde, is de machineruimte waar de elektriciteit voor het gehele vaartuig wordt opgewekt. Daarboven ligt het dagverblijf voor de bemanning. De tweede verdieping is de centrale bedieningsruimte van de ponton. Vanuit deze ruimte worden alle op het dek staande lieren en opspoelinrichtingen bediend, en ook de instelling van de beide deiningscompensatoren van de sondeer-boortoren. Alleen de bewegingen van het werkplatform van de sondeer-boortoren en de bediening van de sondeer- en boorapparatuur worden geregeld vanaf dat werkplatform zelf. De hijslieren voor de gewichtsblokken van de sondeertoren en die van de duikerklok onderhouden, wanneer ze op de bodem liggen, toch een constante trekkracht op de staaldraden.
Los van het onderzoek ten behoeve van het ontwerp van de fundering van de Stormvloedkering is de Johan V ook gebruikt om door middel van sonderingen de kwaliteit van het verdichtingswerk van de Mytilus te controleren.